# اوکسانا اسکالدینا
اوکسانا اسکالدینا (به انگلیسی: Oxana Skaldina) ژیمناست زادهٔ ۲۴ مهٔ ۱۹۷۲ میلادی اهل کشور شوروی است.